# La conferenza degli animali
La conferenza degli animali (Die Konferenz der Tiere) è un racconto lungo di Erich Kästner, pubblicato nel 1949. Il libro, uscito poco dopo il termine della seconda guerra mondiale, è da una parte una favola, ma dall'altra un riuscito affresco satirico e pacifista dei primi anni della guerra fredda.
Il libro è stato tradotto in più di dieci lingue.

## Trama
Alcuni animali cominciano ad interrogarsi sulla inutilità delle conferenze di pace indette dagli uomini in continuazione e senza risultati concreti. Decidono dunque di organizzarne una, con il principale obiettivo di tutelare i bambini, in parallelo con l'ennesima conferenza umana.
Sarà proprio con l'aiuto dei bambini, scomparsi da tutto il mondo ma in realtà semplicemente ben nascosti, che gli animali costringeranno i governanti di tutto il mondo a firmare un trattato che garantisse la fine di tutte le guerre, l'abolizione degli eserciti e la sparizione di tutte le frontiere.

## Edizioni in italiano
- Erich Kästner, La conferenza degli animali, secondo un'idea di Jella Lepman; illustrazioni di Walter Trier, Ist. Geografico De Agostini, Novara 1950
- Erich Kästner, La conferenza degli animali, da un'idea di Jella Lepman; traduzione di Glauco Arneri; illustrazioni di Walter Trier, Mondadori, Milano 1989
- Erich Kästner, La conferenza degli animali, da un'idea di Jella Lepman; traduzione di Glauco Arneri; illustrazioni di Laura Rigo, Mondadori, Milano 2008
- Erich Kästner, La conferenza degli animali, da un'idea di Jella Lepman; traduzione di Glauco Arneri; illustrazioni di Walter Trier, Piemme, Milano 2011
- Erich Kästner, La conferenza degli animali, da un'idea di Jella Lepman; traduzione di Glauco Arneri; illustrazioni di Walter Trier; prefazione di Roberto Denti, Piemme, Milano 2019

## Il racconto nel cinema
Dal racconto sono stati tratti due lungometraggi animati: Die Konferenz der Tiere di Curt Linda del 1969 ed Animals United di Reinhard Klooss ed Holger Tappe del 2010.